# Monestir de Skravena
El monestir de Skravena o de Sant Nicolau (en búlgar, Скравенски манастир „Свети Николай“) és un monestir de la Diòcesi de Sofia de l'església ortodoxa búlgara situada a prop de l'aldea de Skravena, a la Província de Sofia, a l'oest de Bulgària.

## Ubicació
Està situada al peu de la Carena Lakaviski, a la Serralada dels Balcans, 2,5 km al nord-est de la ciutat de Botevgrad i l'aldea de Skravena, a 1,5 km de la carretera europea E79.

## Història i arquitectura
En aquesta zona s’hi han identificat vestigis corresponents a les èpoques tràcia i romana, els quals evidencien una cultura material i espiritual notable. S’hi han descobert les restes d’una vil·la rústica i d’edificacions eclesiàstiques medievals, que probablement formaven part d’un antic nucli de població anomenat Gramade. La troballa de monedes, fonaments d’edificis, eines de treball i altres objectes ha permès confirmar l’existència d’un assentament monàstic en aquest indret.
El monestir fou fundat durant el període del Segon Imperi Búlgar i assolí un gran renom entre els monestirs dels Balcans durant els segles XII al XIV. A partir de la caiguda de Bulgària sota domini otomà, a finals del segle XIV, el recinte fou destruït en diverses ocasions. Els fonaments es van redescobrir l’any 1938 i, posteriorment, el monestir fou restaurat l’any 1947. Des d’aleshores, manté una activitat religiosa intermitent.

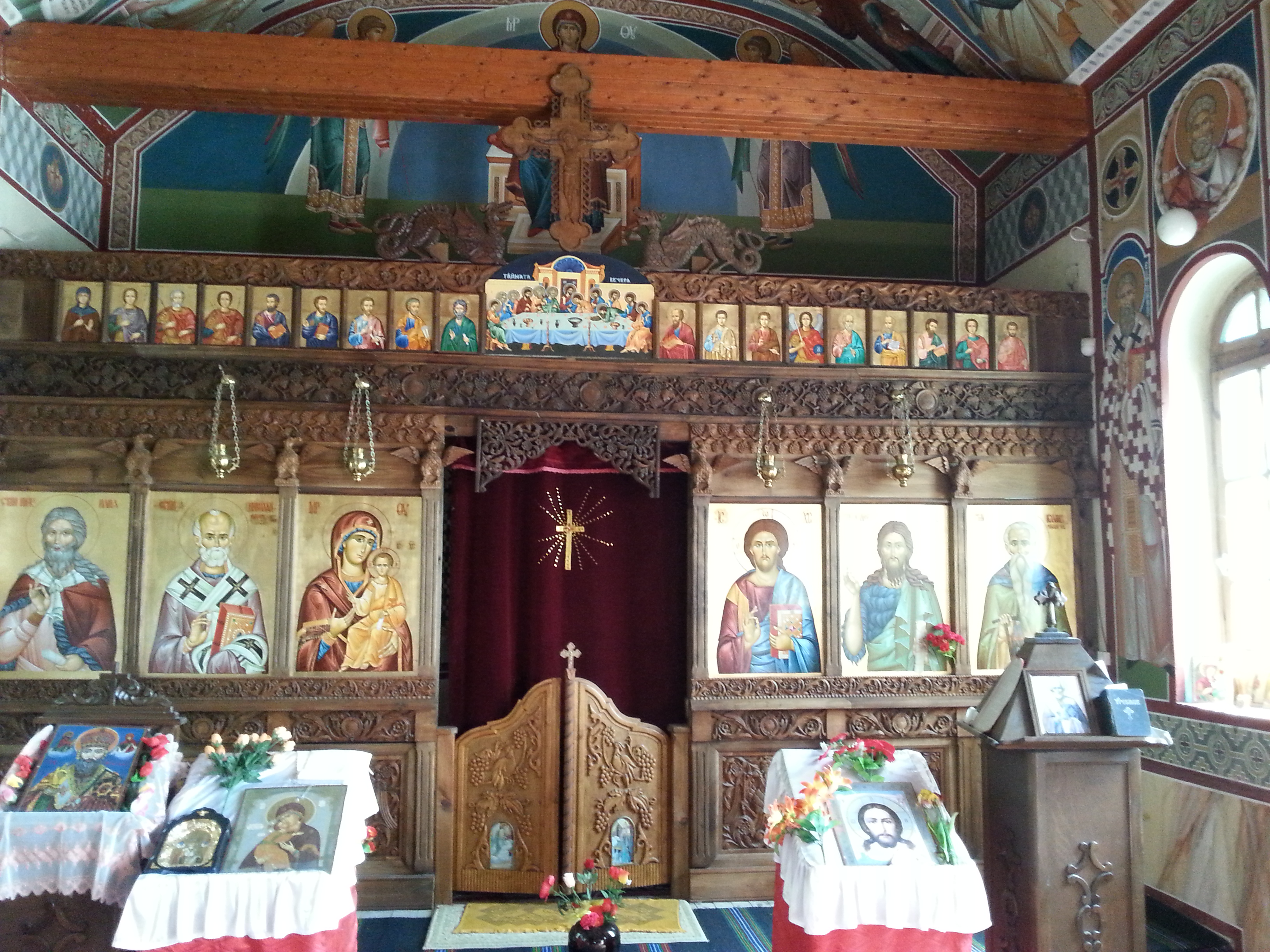
Iconòstasi del monestir

El conjunt monàstic està format per una església de planta d’una sola nau i una única absis, amb galeria superior (empórium), un nàrtex triple coronat per un campanar i un edifici residencial. Al pati interior s’hi conserva una alzina de dimensions excepcionals, amb una antiguitat estimada superior als sis-cents anys.

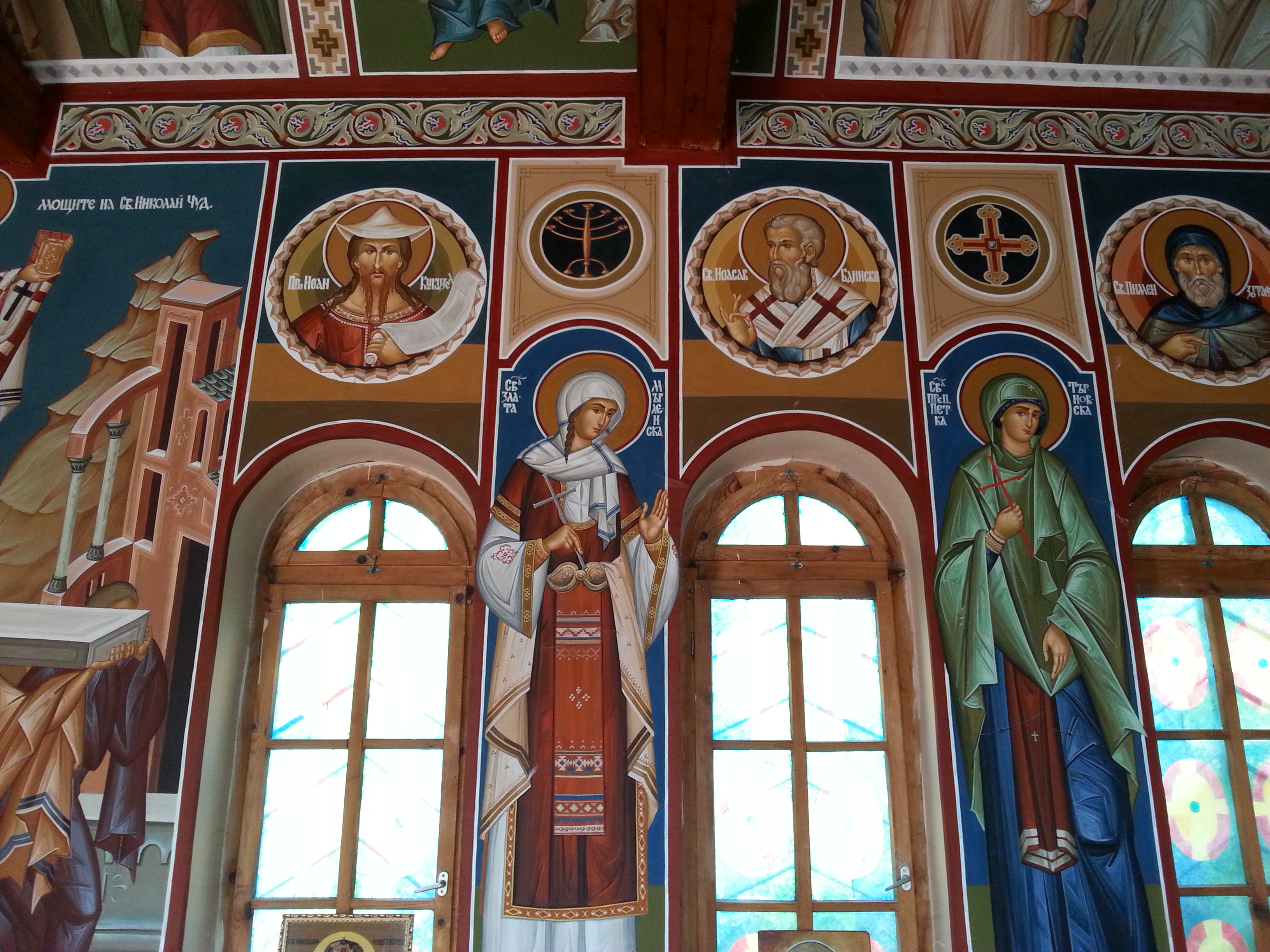